# Comando Libertadores de América
El Comando Libertadores de América (también conocido como  Escuadrón Libertadores de América  o  Grupo Interrogador de Detenidos ), creado bajo el nombre de Grupo Interrogador de Detenidos, fue un escuadrón de la muerte conducido por oficiales del Ejército Argentino, fue una organización paramilitar y policial que actuó con muchísima intensidad desde la segunda mitad de 1975 hasta meses posteriores al Golpe de Estado del 24 de marzo de 1976. Esos meses fueron los de mayor ferocidad por la cantidad de secuestros, torturas y muerte registrados. Para los abogados, los jefes de esta banda eran el excapitán Héctor Pedro Vergez y agentes de la D2 de Informaciones de la Policía de Córdoba.

## Historia y Objetivos
En el libro "Yo soy Vargas" mencionan que el nombre Comando Libertadores de América fue ideado para "dar [a los guerrilleros] una idea de escarmiento al terrorismo", además de que el cambio de nombres era para aparentar un bloque mayor de lucha antiinsurgente, cuando en realidad eran el mismo grupo.
El objetivo de sus acciones de interrogación eran los miembros de las agrupaciones políticas de izquierda, sindicalistas combativos, montoneros, etc., es decir, cualquiera que entrara dentro de la definición difusa de «subversivo». El primer centro de detención del comando fue conocido como "La Perla" (la cual se cree que Isabel Perón tenía el conocimiento de las actividades que se realizaban ahí, llegando a mencionar que la exmandataria tiene también responsabilidad penal y política en el caso).
Los integrantes del Comando eran en su mayoría personal del Ejército, en menor medida de policías, además de delincuentes comunes y lúmpenes.  Las acciones del Comando, acometidas gozando de zonas liberadas, incluían los atentados terroristas, el secuestro, desaparición y tortura de opositores. Al principio de sus operaciones, los cuerpos de los secuestrados aparecían arrojados en distintas localidades; con el tiempo, al gozar el Comando de un centro clandestino de desaparición, la aparición de los cuerpos se detuvo.
Su accionar, que tenía como objetivo generar un clima de caos y miedo desestabilizador del sistema democrático, fue un modelo para la posterior represión ilegal sistemática acometida por la dictadura cívico-militar-eclesiástica autodenominada Proceso de Reorganización Nacional, que rigió los destinos de la República Argentina desde 1976 hasta 1983.

### Asesinatos
El primer asesinato de la organización fue el del médico Pedro Enrique Urueña de 38 años, secuestrado en la ciudad de Tartagal, el 16 de diciembre de 1975, siendo asesinado y torturado y su cuerpo dinamitado, hallado diez días después. En un comunicado el grupo amenazaba Fanny “Menena” Montilla y Jorge Santillán, también militantes de la Juventud Peronista. No fue hasta diciembre del 2020 cuando dos exjefes de Policía de Salta y un ex oficial del ejército fueron puestos en prisión preventiva domiciliaria por el asesinato del médico ocurrido cuarenta años atrás. Además de la prisión preventiva la jueza ordenó un embargo por la suma de $200 mil pesos.
Dos semanas después del golpe de Estado, el 13 de marzo fue secuestrada y golpeada en frente de sus hijos Fanny "Menena" Montilla, Menena puso resistencia pero finalmente fue metida al automóvil marca Torino que usaban por los perpetradores. Horas después Montilla fue encontrada muerta con veinte disparos en la espalda. Desde ese entonces ese día se ha convertido en una fecha para conmemorar a las víctimas del terrorismo de Estado y los procesos judiciales para darle sentencia a los represores.
Del 7 al 8 de enero miembros del Comando secuestró a una veintena de personas, habiendo delegados gremiales, profesionales y estudiantes secundarios y universitarios, lo cuales siguen desaparecidos hasta nuestros días.
El 10 de agosto de 1976 fue asesinado Jorge Santillán, exdirigente gremial en YPF en General Mosconi, fue secuestrado, torturado y asesinado por miembros del Comando, apareciendo días después con su cuerpo dinamitado. No fue hasta 2013 cuando 17 militares fueron hallados culpables por la desaparición de Jorge Santillán y siendo sententenciados a cadena perpetua. Tras una serie de investigaciones se pudo corroborar que Jorge Santillán fue desaparecido por militares del Regimiento 28 de Monte de Tartagal, cuyo jefe en ese momento era el Coronel Héctor Ríos Ereñú. También a esto se sumó el relato de testigos donde afirmaban haber visto a Santillán golpeado y trasladado a través del cuartel.

## Juicios
El 25 de agosto de 2016 Luciano Benjamín Menéndez recibió otra condena a cadena perpetua, en el marco de la megacausa judicial La Perla en la provincia de Córdoba, en la que se juzgaron por primera vez hechos cometidos antes del golpe de 1976 como delitos de lesa humanidad.
Después de casi cuatro años de juicio, el 25 de agosto del 2016, un total de veintisiete represores incluyendo Menéndez fueron condenados a cadena perpetua y otros diez ex oficiales fueron condenados a penas menores. Varios de los condenados habían servido en el Comando, en actividades de represión que tenían como centro de operación el edificio de "La Perla".